# Laurent Jalabert
Laurent Jalabert (Masamet, 30 de novembre de 1968), anomenat «Jaja», va ser un ciclista francès, que fou professional entre 1989 i 2002. Durant la seva carrera esportiva aconseguí quasi dues-centes victòries, sent considerat com un dels millors ciclistes francesos de tots els temps. Destaquen les victòries a la Volta a Espanya de 1995 i el Campionat del Món de ciclisme en contrarellotge de 1997.
El 2009 es convertí en el seleccionador nacional francès.
El seu germà Nicolas també fou ciclista professional.

## Biografia
Va debutar com a professional el 1989 a l'equip francès Toshiba, on destacà com a esprínter i classicoman i aconseguint la segona posició a la Copa del Món de 1991.
El 1992 Manolo Saiz el contractà per l'equip ONCE, aconseguint en aquell primer any la plata al Campionat del Món en ruta, per darrere de Gianni Bugno i la classificació de la regularitat del Tour. El 1993 va continuar millorant el seu rendiment, aconseguint 18 victòries. A la Volta a Espanya de 1994 guanyà set etapes, però fou durant el Tour de França quan es va produir un greu accident que va marcar la seva carrera. Un policia francès s'acostà massa a la tanca per fotografiar els ciclistes, fent que Jalabert no el pogués esquivar i patís una aparatosa caiguda que li provocà importants lesions.
Aquesta caiguda sembla que esperonà Jalabert i el 1995 aconseguí 30 victòries, entre elles cinc etapes i la general de la Volta a Espanya. A partir d'aquell moment es consagrà com un corredor complet en tots els nivells, bon escalador, bona punta de velocitat i bon contrarellotgista que li permeten aconseguir moltes victòries.
El 2001 decideix canviar d'equip i se'n va anar, junt a Bjarne Riis al Team CSC, on passà els seus darrers anys com a professional i en què aconseguí 24 victòries.
Es retirà el 2002 amb 176 victòries com a professional al sarró.

## Després de la retirada
Una vegada retirat del ciclisme professional passà a ser assessor de la marca de bicicletes Look i comentarista de ciclisme per la televisió francesa. Continuà vinculat a l'esport, disputant nombroses maratons i l'Ironman de Hawaii. Des del 2009 és el seleccionador nacional francès de ciclisme en ruta.

## Palmarès
- 1989
  - 1r al Tour d'Armòrica i vencedor d'una etapa
  - Vencedor d'una etapa del Tour del Llemosí
- 1990
  - 1r a la París-Bourges i vencedor d'una etapa
  - Vencedor d'una etapa del Circuit de La Sarthe
- 1991
  - Vencedor d'una etapa dels Quatre dies de Dunkerque

| - 1992 - Vencedor d'una etapa al Tour de França i 1r de la classificació per punts - Vencedor de 3 etapes de la Volta a Catalunya - Vencedor de 3 etapes de la Volta a Burgos - Vencedor d'una etapa de l'Euskal Bizikleta - 1993 - 1r a la Challenge a Mallorca i vencedor de 2 etapes - 1r a la Volta a La Rioja i vencedor de 2 etapes - 1r al Trofeu Luis Puig - 1r a la Clàssica d'Alcobendas - Vencedor de 2 etapes de la Volta a Espanya - Vencedor de 2 etapes de la Volta a Catalunya - Vencedor d'una etapa de la Volta a la Comunitat Valenciana - Vencedor d'una etapa de la París-Niça - Vencedor d'una etapa de la Volta a Astúries - Vencedor d'una etapa de la Volta a Castella i Lleó - Vencedor d'una etapa de la Volta a Galícia - 1994 - Vencedor d'una etapa de la Volta al País Basc - Vencedor d'una etapa de la Midi Libre - Vencedor d'una etapa de la Volta a Catalunya - Vencedor de 7 etapes de la Volta a Espanya i 1r de la classificació per punts - 1995 - 1r a la Volta a Espanya. Vecedor de 5 etapes. 1r de la classificació per punts. 1r de la classificació de la muntanya - 1r a la París-Niça i vencedor d'una etapa - 1r a la Volta a Catalunya, vencedor de 2 etapes i de la regularitat - 1r a la Milà-San Remo - 1r al Gran Premi de Primavera - 1r a la Fletxa Valona - 1r al Critèrium Internacional i vencedor de 2 etapes - 1r al Circuit de l'Aulne - Vencedor d'una etapa del Tour de França i 1r de la classificació per punts - Vencedor d'una etapa de la Volta a la Comunitat Valenciana - Vencedor d'una etapa de la Challenge a Mallorca - Vencedor d'una etapa de la Volta a Galícia - Vencedor d'una etapa de la Midi Libre - 1996 - Vencedor de 2 etapes de la Volta a Espanya. 1r de la classificació per punts - 1r a la París-Niça i vencedor d'una etapa - 1r a la Volta a la Comunitat Valenciana i vencedor d'una etapa - 1r a la Midi Libre i vencedor de 2 etapes - 1r a la Clàssica dels Alps - 1r a la Ruta del Sud - 1r a la Clàssica Haribo - Vencedor d'una etapa de la Volta al País Basc | - 1997 - Campió del Món de contrarellotge individual - Vencedor de 2 etapes de la Volta a Espanya. 1r de la classificació per punts - 1r a la París-Niça i vencedor de 2 etapes - 1r a la Volta a Burgos i vencedor d'una etapa - 1r a la Challenge a Mallorca i vencedor d'una etapa - 1r a l'Escalada a Montjuïc i vencedor de 2 etapes - 1r a la Volta a Llombardia - 1r a la Fletxa Valona - 1r a la Milà-Torí - 1r a la Ruta Adélie - 1r al Circuit de l'Aulne - Vencedor de 2 etapes de la Volta al País Basc - Vencedor d'una etapa de la Volta a Castella i Lleó - 1998 - Campionat de França de ciclisme en ruta - 1r a la Volta a Astúries i vencedor de 2 etapes - 1r a la Clàssica dels Alps - 1r al Tour du Haut-Var - Vencedor de 3 etapes de la Volta a Suïssa - Vencedor de 2 etapes de la Volta al País Basc - Vencedor de 2 etapes de l'Euskal Bizikleta - 1999 - 1r a la Setmana Catalana i vencedor d'una etapa - 1r a la Volta al País Basc i vencedor de 2 etapes - 1r al Tour de Romandia i vencedor de 3 etapes - 1r a la Clàssica d'Ordizia - Vencedor de 3 etapes del Giro d'Itàlia i 1r de la Classificació per punts - Vencedor d'una etapa de la Volta a Suïssa - 2000 - 1r a la Setmana Catalana i vencedor d'una etapa - 1r al Tour del Mediterrani i vencedor d'una etapa - Vencedor d'una etapa de la Tirrena-Adriàtica - Vencedor d'una etapa de la Dauphiné Libéré - Vencedor d'una etapa de la Volta al País Basc - 2001 - 1r a la Clàssica de Sant Sebastià - 1r a la Polynormande - Vencedor de 2 etapes del Tour de França. 1r del Gran Premi de la Muntanya. 1r al Premi de la Combativitat - 2002 - 1r del Gran Premi de la Muntanya del Tour de França. 1r al Premi de la Combativitat - 1r a la Clàssica de Sant Sebastià - 1r al Tour du Haut-Var - 1r a la CSC Classic - 1r a la Coppa Agostoni - 1r a la Girard Trophy - Vencedor d'una etapa de la París-Niça |

### Resultats al Tour de França

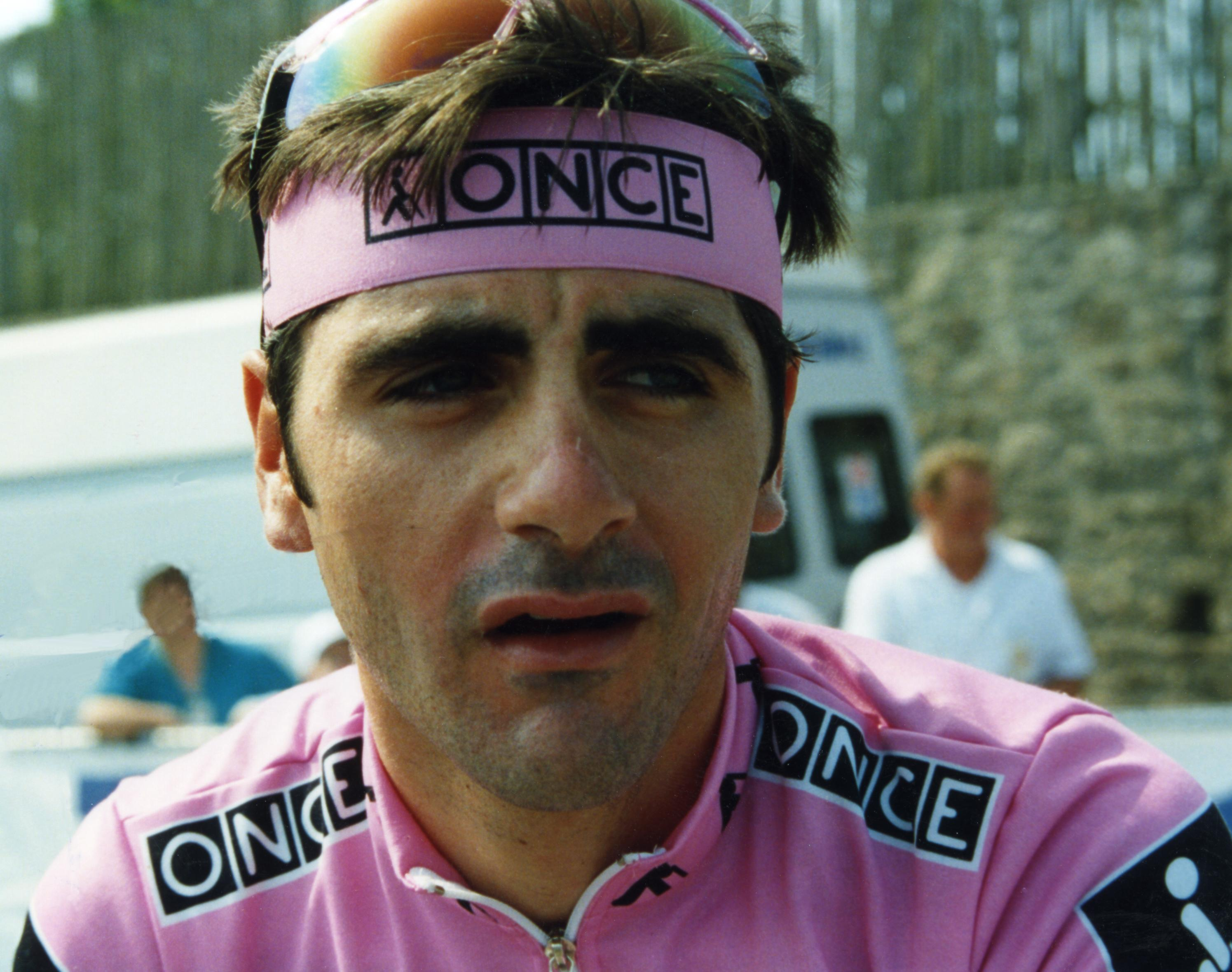
Laurent Jalabert al Tour de França de 1993

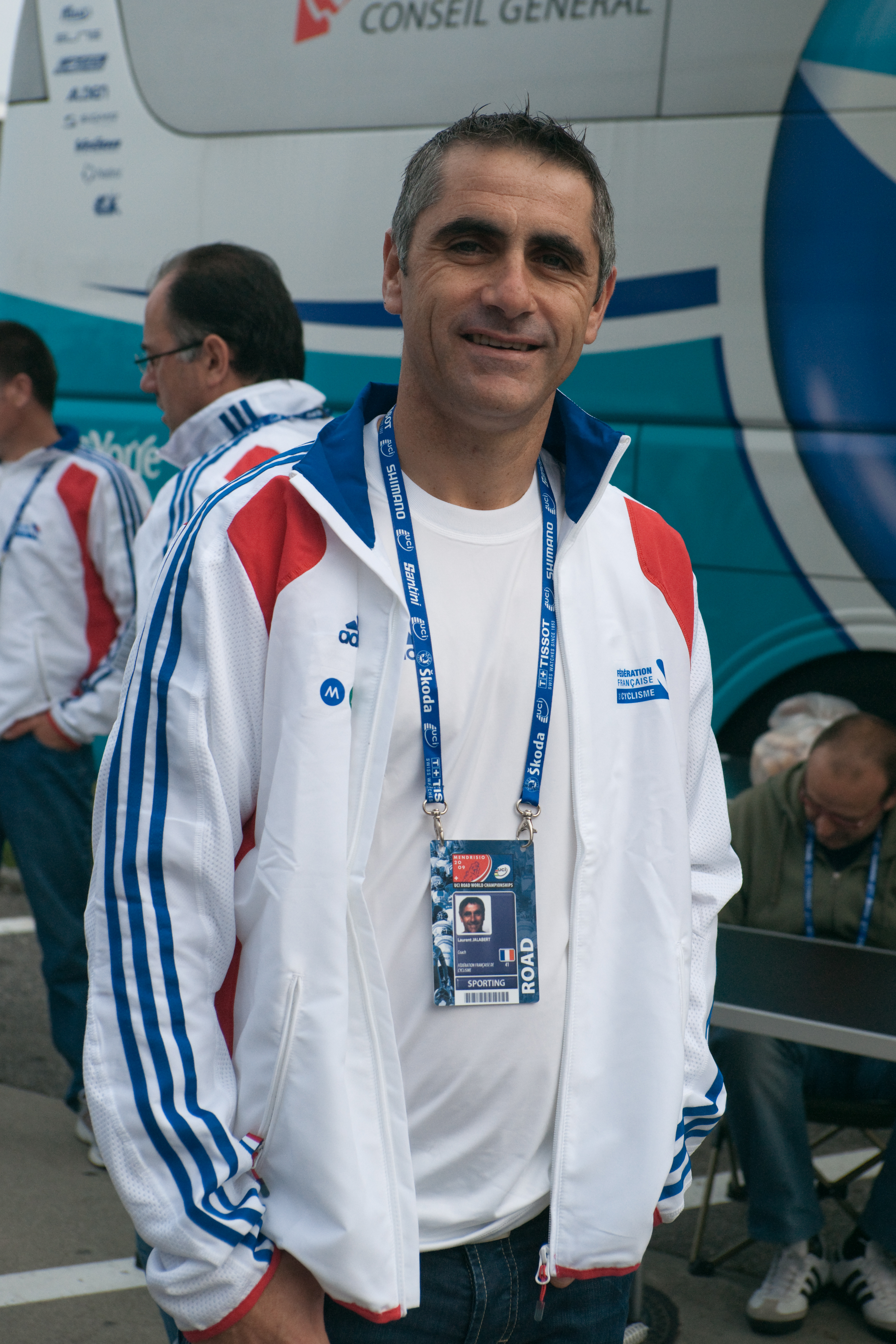
Laurent Jalabert al Campionat del Món de 2009

- 1991. 71è de la classificació general
- 1992. 34è de la classificació general. Vencedor d'una etapa.  1r de la classificació per punts
- 1993. Abandona (17a etapa)
- 1994. Abandona per caiguda (2a etapa)
- 1995. 4t de la classificació general. Vencedor d'una etapa.  1r de la classificació per punts. Porta el mallot groc durant 2 etapes
- 1996. Abandona (10a etapa)
- 1997. 43è de la classificació general
- 1998. Abandona (17a etapa)
- 2000. 54è de la classificació general. Porta el mallot groc durant 2 etapes
- 2001. 19è de la classificació general. Vencedor de 2 etapes.  1r del Gran Premi de la Muntanya.  1r al Premi de la Combativitat
- 2002. 42è de la classificació general.  1r del Gran Premi de la Muntanya.  1r al Premi de la Combativitat

### Resultats al Giro d'Itàlia
- 1999. 4t de la classificació general. Vencedor de 3 etapes.  1r de la Classificació per punts. Porta la maglia rosa durant 8 etapes

### Resultats a la Volta a Espanya
- 1990. 70è de la classificació general
- 1993. 35è de la classificació general. Vencedor de 2 etapes
- 1994. 75è de la classificació general. Vecedor de 7 etapes.  1r de la classificació per punts
- 1995.  1r de la classificació general. Vecedor de 5 etapes.  1r de la classificació per punts.  1r de la classificació de la muntanya
- 1996. 19è de la classificació general. Vencedor de 2 etapes.  1r de la classificació per punts
- 1997. 7è de la classificació general. Vencedor de 2 etapes.  1r de la classificació per punts
- 1998. 5è de la classificació general. Porta el mallot groc durant 1 etapa
- 1999. Abandona